# 나츠메 아라타의 결혼
『나츠메 아라타의 결혼』(일본어: 夏目アラタの結婚)은 일본의 만화가 노기사카 타로(乃木坂太郎)가 집필한 만화이다.
소학관(小学館)의 만화 잡지 『빅 코믹 슈페리어』(ビッグコミックスペリオール)에서 2019년 14호부터 2024년 4호까지 연재되었다. 「다음에 올 만화대상(次にくるマンガ大賞) 2020」유어넥스트 특별상(U-NEXT特別賞) 코믹스 부문을 수상하였다.
2024년 3월 시점에서 단행본으로 종이책 및 전자서적 합쳐 누계부수 230만 부를 돌파하였다.

## 연혁
2019년 6월 28일 발매된 『빅 코믹 슈페리어』14호부터 연재를 시작하였다. 작가 노기사카 타로에게 있어서는 전작 『제3의 기드온』(第3のギデオン) 종료에서 약 1년 2개월만의 연재 작품이 된다.
2020년 3월 단행본 제2권 발매를 기념하여 시나가와 신쥬(品川真珠)의 「매력과 위험함」을 표현한 「百面相を表したスペシャルPV」를 공개하였다. 이 무렵에는 SNS상에서 본작의 여주인공 시나가와 신쥬가 「무서운데 귀엽다」(怖カワイイ)라고 인기를 얻고 있었고, 팬아트가 공개되었다.
2020년 11월 단행본 제4권 발매를 기념하여 본지 24호에서 본작의 기획 「궁극의 심리전 체험」(究極の心理戦体験)를 게재하였다. 이 기에서는 본작의 팬이라고 공언하기도 한 일본의 성우 키토 아카리(鬼頭明里)가 히로인 시나가와 신쥬를 연기하였다. 단행본 제4권에서는 「다음에 올 만화대상 2020」에서의 유어넥스트 상 수상과 단행본 발매를 기념하여 보이스드라마화가 전개되었다. 아울러 PV나 제1화의 보이스코믹도 공개되었다.
2021년 4월 단행본 제5권의 발매를 기념하여 작가 노기사카의 팬으로 블루 피리어드의 작가 야마구치 츠바사(山口つばさ)가 시나가와 신쥬의 일러스트를 실었다. 6월 11일에 발매된 『빅 코믹 슈페리어』 13호에서 본지에 연재되고 있던 작품의 「여주인공으로 분장한 코스프레」(ヒロインに扮したコスプレ)를 게재하였다. 일본의 코스플레이어 츤코(つんこ)가 본작의 시나가와 신쥬 코스프레를 맡았다. 7월 3일에는 단행본 누계 백만 부를 돌파한 것을 기념하여 츤코가 Twitter에 시나가와 신쥬 코스프레를 공개하였다.
2022년 1월 14일에 발매된 본지 3호에도 연재작품과의 콜라보레이션이 게재되었고, 시나가와 신쥬를 일본의 그라비아 아이돌 하나모리 레아(花咲れあ)가 담당하였다.
2023년 4월 28일 발매된 10호에서 본작의 영화화가 발표되어 2024년 9월에 공개되었다.

## 줄거리
아동상담소에서 근무하는 30대의 공무원 나츠메 아라타(夏目アラタ)는 연쇄 살인 사건의 피해자 유족인 야마시타 타쿠토(山下卓斗)로부터 「아버지를 죽인 범인을 저 대신 만나 주셨으면 한다」는 의뢰를 받는다. 타쿠토는 아직 발견되지 않은 아버지의 목을 숨긴 장소를 알아내기 위해, 아라타의 이름으로 범인, 시나가와 신쥬(品川真珠)와 편지를 주고받다, 직접 만나서 이야기하겠다는 신쥬로부터의 요구를 받게 되었기 때문이다. 초등학교, 중학교 시절부터 수업도 전혀 따라가지 못하는 낙오자로 반에서 괴롭힘당했다는 신쥬의 프로필에서, 엘리트 공무원 느낌으로 가면 상대가 쫄아서 우위를 점하기 쉬울지도 모른다고 생각한 아라타였으나, 체포되었을 당시의 「살찐 피에로」는커녕 전혀 다른 화사한 소녀 같은 모습으로 나타난 신쥬에게 놀라, 그만 본모습이 나와 버리고 만다. 아라타가 자신에게 보내온 편지의 발신인이 아님을 간파한 신쥬가 면회를 중단하려는 것을 어떻게든 멈추려고 초조해하던 아라타는 「나랑 결혼하자!!」고 내뱉어 버린다. 원래 아라타는 생에 결혼할 생각이 전혀 없었고, 신쥬와 진심으로 결혼할 생각은 더욱 없었지만, 신쥬의 교묘한 밀당과 신쥬의 결백을 믿는 변호사 미야마에(宮前)의 신쥬에 대한 협력에 혼인신고서를 제출하고 정식으로 신쥬와 부부가 된다.
1심에서 묵비권 행사로 일관하던 신쥬였지만, 항소심에서는 ‘자신을 따라다니던 스토커가 진범이고, 그 스토커가 자신의 아버지였기에 그를 감싸기 위해서 지금까지 침묵한 것’이라고 주장한다. 미야마에와 달리 신쥬의 무고함을 믿지 않는 아라타였지만, 신쥬가 아동학대의 피해자였던 것, 혼인신고서를 건네받았을 때 마음을 연 아이와 같은 미소로 울던 모습을 본 것 등에서, 서서히 마음이 움직이고 신쥬에게 이끌린다. 그러면서도 신쥬가 미야마에나 아라타의 동료인 모모야마(桃山), 피해자 유족인 타쿠토까지 교묘하게 농락하고 있는 것을 눈치채고, 다소곳한 태도를 보이거나, 때로는 교양없고 천박한 태도를 보이거나 하는 등 다양한 모습을 보이는 신쥬의 본심이 무엇인지 파악하는데 고심한다.
이어 신쥬가 8세에 시설에 보호받을 때와 21세에 체포되었을 때, 그 시간 동안에 지능지수가 30 이상이나 상승한 것에 대한 수수께끼, 신쥬의 어머니 다마키가 신쥬를 전혀 치과에 보내지 않고 고칼로리 식사로 살을 찌웠던 이유, 1심에서 신쥬가 빨리 기소되고 싶어했던 진짜 이유, 그리고 사건의 진범은 누구인지. 여러 가지 수수께끼가 엇갈리는 가운데 신쥬에 얽힌 중대한 비밀이 드러나면서 사태는 크게 움직이기 시작한다.

## 등장인물
목소리는 보이스드라마에 배정된 성우, 배역은 영화판의 배역을 맡은 배우입니다.
나쓰메 아라타(夏目アラタ)
목소리 - 오노 유우키(小野友樹) / 배역 - 야기라 유야(柳楽優弥)
본작의 주인공. 아동상담소에서 근무하는 30대 공무원이다. 불행한 아이를 구하고 싶다는 생각이 앞선 나머지 학대하는 부모에게 폭력적으로 대해 버린 적이 있고, 그 외견이나 태도 때문에 주위에서는 「미친 개」, 「양아치」(チンピラ), 「경제 야쿠자」(経済ヤクザ)라는 소리를 듣고 있다.
초등학생 때 트럭 운전수였던 아버지를 사고로 잃고 그 뒤 어머니가 재혼과 이혼을 반복한 경험 탓에 상당히 거친 어린 시절을 보냈고, 「아동상담소 제일의 문제아」였다.
아이를 학대하는 쓰레기 부모는 「죽여도 된다」고 할 정도로 학대당하는 아이에 대한 동정심이 강하지만 그 자신은 죽은 친부모와의 관계가 나쁘지 않았고, 어머니가 재혼하면서 만난 양아버로부터도 별다른 학대를 받았다는 언급이나 묘사는 일절 없다. 남자 관계가 화려하고 향락적이었던 어머니에 대해서도 그렇게 좋은 기억은 아니기지만 원망스럽다는 말을 한 적도 없고 현재도 관계는 나름 양호하다.
여성 취향은 「통통한 몸매의 연상」이지만, 오는 사람 굳이 막지 않는 주의인지라 실제로 지금까지 사귄 여성들은 정작 나쓰메 본인의 취향과는 거리가 멀었다. 취향에 맞는 모모야마에게 종종 작업을 걸고 있는데, 정작 소장은 그런 그를 두고 '사랑'보다는 '모성'을 바라는 거라고 평하기도 했다. 신쥬와의 면회와 대면에서 자신의 가족관이나 연애관을 직면하게 된다.
성우를 맡은 오노 유우키는 「밀당에서 겉모습과 속내를 구분지어 사용하는」(駆け引きする上で表の顔と裏の顔を使い分ける) 캐릭터라고 평했다.
시나가와 신쥬(品川真珠)
목소리 - 키토 아카리(鬼頭明里) / 배역 - 쿠로시마 유이나(黒島結菜)
본작의 히로인. 세 명의 남성을 살해하고 그 시신을 토막내 유기한 혐의로 사형 판결을 받은 여성이다. 체포될 당시에는 비만 체형으로 피에로 메이크업을 하고 있었기 때문에 매스컴에서는 「시나가와 피에로」(品川ピエロ)라고 보도되었다.
어렸을 때 모친이 전혀 치과에 데려가지 않았던 탓에 치열이 몹시 엉망으로, 1심에서는 부스스한 머리칼로 얼굴을 가린 채 체포 당시보다 훨씬 야윈 얼굴로 법정에 나타나, 묵비권으로 일관했고, 공소심에서는 청초한 원피스나 중학교 시절의 교복 차림으로 나타나서 그 가엾은 소녀 같은 모습으로 방청인들을 매료시키기도 했다.
초등학교, 중학교에서 학업이 부진하여 고등간호학교를 2학년에서 중퇴한 뒤에는 하루 벌어서 하루 먹고 사는 식으로 근근히 살아갔지만, 그러한 프로필이 무색하게 지능이 높고 사람의 마음을 꿰뚫어 보는 통찰력이 있다.
모친에 관한 화제나 사진이 나오면 격렬하게 동요하며, 아이에 관한 화제에 대해서도 강렬한 혐오감을 보이는 등 '모친'과 '아이'라는 존재에게 무언가 트라우마가 있는 모습을 보인다. 체포되기 전에는 생전의 모친으로부터 요구받아 많은 양의 즉석밥과 참치통조림만으로 식사를 해결했다.
아라타와 말할 때의 1인칭은 일본어판 기준으로 「보쿠」(ボク)지만 법정에서는 「아타시」(あたし), 「와타시」(私)를 「보쿠」와 함께 나눠서 사용한다.
코스프레를 맡았던 츤코는 「께름칙한데 귀여운」(不気味かわいい) 캐릭터라고 평가했다.  일본의 만화 라이터 야마모토 안나(山本杏奈)는 「너무도 추한 연쇄살인마」(とっても醜いシリアルキラー)인데 「알아 갈수록 맹렬히 끌리고 마는」(知るたびに猛烈に惹かれてしまう) 듯한 캐릭터라고 평했다. 

## 작풍
오리콘 뉴스에 따르면 본작의 테마는 「결혼」으로, 「누구도 본 적 없는 '결혼'의 형태를 그린」작품으로 되어 있다.
작가 노기사카의 과거작 『의룡(医龍)-Team Medical Dragon-』에서 프로듀서를 맡았던 오사베 소스케(長部聡介)에 따르면, 본작은 『의룡』과 마찬가지로 「매력적인 캐릭터가 선과 악의 경계에서 춤을 추는 스릴 넘치는 전개」(エッジの効いたキャラクターが善と悪の境界線でダンスをするスリリングな展開)가 그려진 작품이다.
일본의 만화 라이터인 야마모토 안나(山本杏奈)에 따르면, 본작은 「본격 미스터리」이다. 구체적으로는 「살인의 이유나 사체의 은닉 장소 뿐만 아니라, 신쥬의 출생의 비밀이나 어릴 적의 에피소드 등, 수수께끼의 조각이 복잡하게 흩어져 있다」(殺人の理由や遺体の隠し場所だけでなく、真珠出生の秘密や幼き頃のエピソードなど、謎のピースが複雑に散りばめられている) 점을 들었다. 야마모토는 본작에 대하여 이야기의 전개뿐 아니라 「각 캐릭터를 돋보이게 하는 중후감이 있는 작화」(各キャラクターを引き立てる重厚感のある作画)도 매력적이라고 말하고 있다.

## 서지정보
- 乃木坂太郎『夏目アラタの結婚』小学館〈ビッグコミックス〉、全12巻
  1. 2019年11月29日発売[15][小 2]、ISBN 978-4-09-860484-5
  2. 2020年3月30日発売[6][小 3]、ISBN 978-4-09-860656-6
  3. 2020年7月30日発売[小 4]、ISBN 978-4-09-860682-5
  4. 2020年11月30日発売[8][小 5]、ISBN 978-4-09-860769-3
  5. 2021年4月30日発売[9][小 6]、ISBN 978-4-09-860872-0
  6. 2021年8月30日発売[小 7]、ISBN 978-4-09-861130-0
  7. 2022年1月28日発売[小 8]、ISBN 978-4-09-861238-3
  8. 2022年6月30日発売[小 9]、ISBN 978-4-09-861318-2
  9. 2022年12月28日発売[小 10]、ISBN 978-4-09-861488-2
  10. 2023年4月28日発売[小 11]、ISBN 978-4-09-861693-0
  11. 2023年9月28日発売[小 12]、ISBN 978-4-09-862526-0
  12. 2024年3月29日発売[小 1]、ISBN 978-4-09-862692-2

### 소학관코믹스
다음 출전은 小学館コミック(小学館) 안의 페이지이다. 서지정보의 발매일을 출처로 하고 있다.
1. 1 2  “夏目アラタの結婚 12”. 小学館. 2024년 3월 29일에 확인함.
2. ↑  “夏目アラタの結婚 1”. 小学館. 2022년 5월 27일에 확인함.
3. ↑  “夏目アラタの結婚 2”. 小学館. 2022년 5월 27일에 확인함.
4. ↑  “夏目アラタの結婚 3”. 小学館. 2022년 5월 27일에 확인함.
5. ↑  “夏目アラタの結婚 4”. 小学館. 2022년 5월 27일에 확인함.
6. ↑  “夏目アラタの結婚 5”. 小学館. 2022년 5월 27일에 확인함.
7. ↑  “夏目アラタの結婚 6”. 小学館. 2022년 5월 27일에 확인함.
8. ↑  “夏目アラタの結婚 7”. 小学館. 2022년 5월 27일에 확인함.
9. ↑  “夏目アラタの結婚 8”. 小学館. 2022년 9월 11일에 확인함.
10. ↑  “夏目アラタの結婚 9”. 小学館. 2022년 12월 28일에 확인함.
11. ↑  “夏目アラタの結婚 10”. 小学館. 2023년 4월 28일에 확인함.
12. ↑  “夏目アラタの結婚 11”. 小学館. 2023년 9월 30일에 확인함.